# Cofradía de Jesús de la Soledad ante las Negaciones de San Pedro y de San Lamberto
La Cofradía de Jesús de la Soledad ante las Negaciones de San Pedro y de San Lamberto es la más reciente de las 25 cofradías de la Semana Santa en Zaragoza, constituida como cofradía penitencial el 21 de marzo de 2017.

## Orígenes

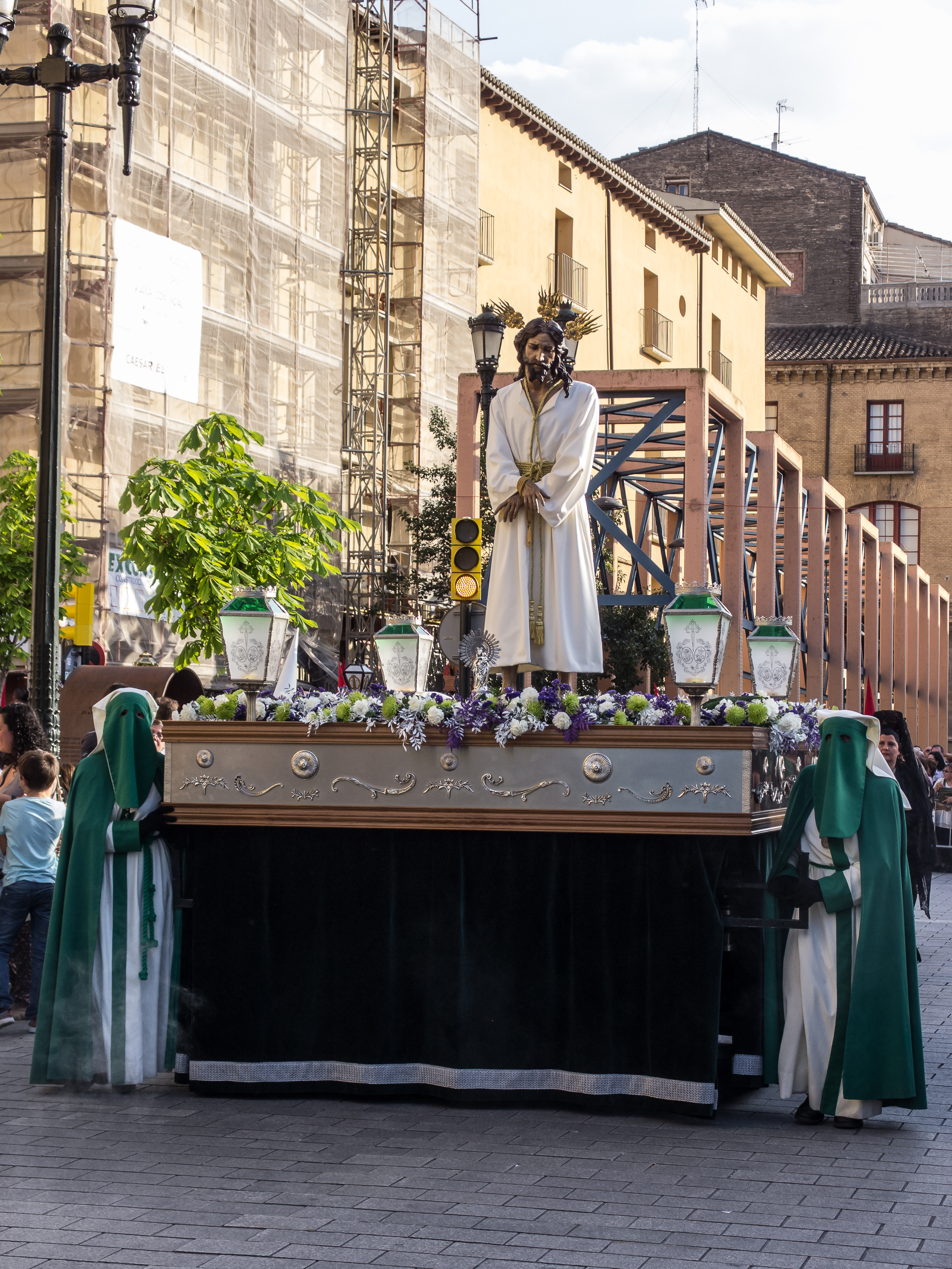
Jesús de la Soledad

Los orígenes se remontan al año 1922 cuando vecinos del barrio de Miralbueno de Zaragoza fundan la Cofradía de San Lamberto y de Nuestra Señora del Pilar. En el año 2005 se refunda creando una sección de instrumentos y se empiezan las gestiones para la conversión en cofradía penitencial que se culminan con la fundación como cofradía penitencial en el año 2017.
Tipos de hermanos: 
- Hermanos Numerarios
- Hermanos de Honor
- Hermanos Infantiles

## Festividades de la cofradía
- 19 de junio, San Lamberto y bendición de los campos.
- Fiestas de San Lamberto en Miralbueno (primer domingo de septiembre).
- Tercer sábado de Cuaresma. Fiesta titular de la Cofradía en la que se imponen los hábitos y medallas a los nuevos cofrades.

## Hábito
El hábito se compone de una túnica de color blanco-crema, con una tira vertical verde en el frontal medio de la misma, desde al cuello hasta los pies con bocamangas verdes. Se ciñe con cíngulo verde anudado al lado izquierdo. 
La prenda de cabeza oficial será el capirote de color blanco-crema aunque también se usa en determinados casos el tercerol blanco crema con antifaz verde. El hábito se completa con una capa verde. Zapatos y calcetines negros.

## Emblema
Centrado en la parte superior la Cruz de Santiago en su color. A los pies la flanquean dos óvalos, el de la izquierda contiene la imagen de San Lamberto, titular de la Parroquia; a la derecha se representan los símbolos de la Pasión, el calvario con la cruz, los clavos y la corona de espinas. A los pies se encuentra la figura de un gallo.

## Sedes
Sede Canónica: Iglesia Parroquial de San Lamberto, Camino del Pilón, 139, 50011- Zaragoza.
Sede Social: Camino del Pilón n.º 132, 50.011 – Zaragoza

## Enlaces de interés
- Wikimedia Commons alberga una categoría multimedia sobre Cofradía de Jesús de la Soledad ante las Negaciones de San Pedro y de San Lamberto.
- Ayuntamiento de Zaragoza - Semana Santa en Zaragoza

- Datos: Q29441814
- Multimedia: Cofradía de Jesús de la Soledad ante las Negaciones de San Pedro y de San Lamberto / Q29441814